# Doral
Doral és una població dels Estats Units a l'estat de Florida. Segons el cens del 2007 tenia 39.011 habitants.

## Demografia
Segons el cens del 2000, Doral tenia 20.438 habitants, 7.692 habitatges, i 5.492 famílies. La densitat de població era de 599,6 habitants per km².
Dels 7.692 habitatges en un 38% hi vivien nens de menys de 18 anys, en un 57% hi vivien parelles casades, en un 9,5% dones solteres, i en un 28,6% no eren unitats familiars. En el 22,2% dels habitatges hi vivien persones soles l'1,7% de les quals corresponia a persones de 65 anys o més que vivien soles. El nombre mitjà de persones vivint en cada habitatge era de 2,66 i el nombre mitjà de persones que vivien en cada família era de 3,12.
Per edats la població es repartia de la següent manera: un 25,1% tenia menys de 18 anys, un 7,7% entre 18 i 24, un 43,6% entre 25 i 44, un 18,7% de 45 a 60 i un 4,8% 65 anys o més.
L'edat mitjana era de 33 anys. Per cada 100 dones de 18 o més anys hi havia 96 homes.
La renda mitjana per habitatge era de 53.060 $ i la renda mitjana per família de 57.193 $. Els homes tenien una renda mitjana de 46.324 $ mentre que les dones 32.827 $. La renda per capita de la població era de 27.705 $. Entorn del 9,5% de les famílies i l'11,7% de la població estaven per davall del llindar de pobresa.

## Poblacions més properes
El següent diagrama mostra les poblacions més properes.